# Asticta impuncta
Asticta impuncta là một loài bướm đêm trong họ Erebidae.